# Umbozerita
La umbozerita és un mineral de la classe dels silicats. Rep el seu nom del llac Umbozero, proper al lloc del seu descobriment.

## Característiques
La umbozerita és un silicat de fórmula química Na₃Sr₄Th[Si(O,OH)3-4]₈. Va ser aprovada com a espècie vàlida per l'Associació Mineralògica Internacional l'any 1973. Es troba en forma de masses irregulars i com a cristalls tetragonals pobrament formats, de fins a 3 mil·límetres. La seva duresa a l'escala de Mohs és 5. Segons la classificació de Nickel-Strunz, la umbozerita pertany a «09.HG - Silicats sense classificar, amb REE, Th» juntament amb la rowlandita-(Y).

## Formació i jaciments
Es troba en petites venes d'ussinguita, tallant roques alcalines a la part superior d'un complex diferenciat, on sol trobar-se associada a altres minerals com l'esfalerita, la belovita-(Ce) i la pectolita. Va ser descoberta l'any 1973 al mont Karnasurt, al massís de Lovozero, a la península de Kola (Múrmansk, Rússia). Ha estat descrita, també al massís de Lovozero, als monts Alluaiv i Kedykverpakhk.